# 갈릴 소총
갈릴 소총은 이스라엘 방위군에서 사용 중인 여러 제식 돌격소총 중 하나이다. 갈릴 소총은 이스라엘 갈릴리에 의해 설계되어 ‘갈릴’이란 이름이 붙여졌다. 갈릴은 AK-47 변형 중 하나인 핀란드 Rk 62 돌격소총을 기초로 개발되었다. 여러 변형들이 있는데 일반적으로 5.56 mm NATO 탄을 사용하며, 저격용 및 수출형 등 일부는 7.62 mm NATO 탄을 사용한다. AK-47과 같이 생산이 용이하다.
위쪽으로 구부러진 형태의 장전 손잡이를 가지고 있어 왼손으로도 조작할 수 있으며, 양각대는 철조망 절단 기능을 가지고 있다. 과거 병사들이 탄창으로 병뚜껑을 따려다 탄창을 손상시키는 일이 흔하였기 때문에, 총열 덮개 아래 부분을 병따개로 사용할 수 있도록 설계하였다.

## 변형
현재 아래와 같은 변형들이 쓰이고 있다.
- 갈릴 AR - 기본 모델.

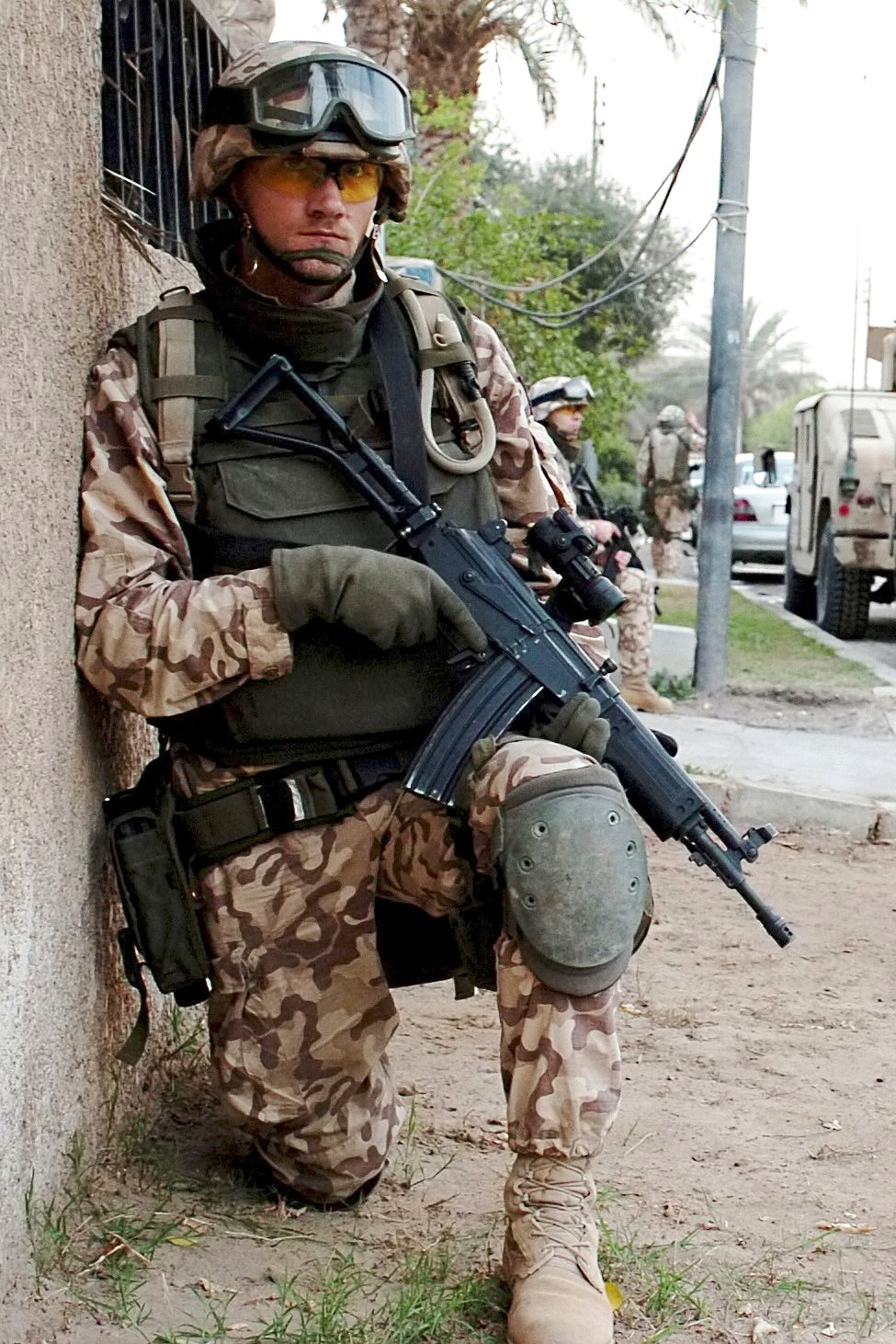
R5 소총으로 무장한 에스토니아 군인

- 갈릴 ARM - 운반 손잡이와 양각대가 달린 변형이다.
- 갈릴 SAR ("short") - 운반 손잡이와 양각대가 빠지고, 총열이 짦아졌다.
- 갈릴 SNR ("sniper") - 아음속 탄환을 사용하며, 양각대가 달렸다.
- 갈릴 MAR ("micro") -  재디자인된 변형은 현재 비밀 임무를 수행하는 이스라엘 특수 부대에 쓰이고 있으며, 재킷에 숨길정도로 작지만 강력하다. 재디자인된 총신과 가늠쇠를 가진 갈릴 MAR 변형은 이스라엘 경찰에 널리 쓰이고 있다.

갈릴 AR의 다른 변형은 두드러지게 긴 총열과 7.62 × 51 mm NATO 탄약을 사용하며 저격총 또는 전술 소총으로 쓰인다.
1982년에 개발된 남아프리카 공화국 R4은 갈릴을 기반으로 한다. R5 돌격소총, R6 경기관총은 R4의 변형이다.

## 사용 국가
- 네팔:네팔 군대에서 쓰고 있으며,7.62mm x 51mm모델도 쓰기도 한다.
- 필리핀: 필리핀군에서 사용중에 있다.
- 인도네시아:인도네시아 해군 특수부대에서 쓰고 있다.
- 통가: 통가 방위군(Tonga Defence Force)이 쓰고 있다.
- 에스토니아:군에서 쓰고 있다.
- 포르투갈:포르투갈군 일부에서 갈릴을 쓰고 있다.
- 지부티:소수 지부티군이 이걸 쓰고 있다.모델은 남아공 모델인 R-4를 쓰고 있다.
- 보츠와나:보츠와나 역시 남아공제 R-4소총을 쓰기도 한다.
- 토고:군에서 사용 중이다.
- 카메룬:군에서 사용중에 있다.
- 코트디부아르:군에서 사용 중이다.
- 르완다: 르완다군이 쓰고 있으며,르완다군이 쓰는 모델역시 남아공제 버전인 R-4이다.
- 남아프리카 공화국: 갈릴소총을 카피한 R-4를 쓰고 있다.
- 멕시코: 멕시코 연방 경찰(PFP)이 쓰고 있다.
- 아이티: 하이티 경찰 부대가 쓰고 있다.
- 도미니카 공화국:특수부대에서 사용 중이다.
- 몽골:몽골 군대,국립경찰에서 쓰고 있다.
- 베트남:베트남 인민군은 STV 소총 (베트남어판, 영어판) 으로 설계된 IWI ACE 소총을 채택했다.[1][2]
- 과테말라:군에서 쓰고 있다.
- 엘살바도르:국립 민간 경찰(POLICIA CIVIL)이 쓰고 있으며,경찰 특공대인 GRP도 쓰고 있다.
- 온두라스:경찰 특공대 COBRA가 이걸 쓰고 있으며,일반 경찰들도 쓰기도 한다.
- 코스타리카:경찰조직인 CIVIL GUARD에서 쓰고 있다.
- 트리니다드 토바고:방위군에서 쓰고 있다.
- 콜롬비아:콜롬비아 군대,국립경찰에서 쓰고 있다.
- 페루:페루군에서도 일부가 쓰고 있다.
- 칠레:공군 기지 방어대가 이걸 쓰고 있다.
- 볼리비아:특수부대가 주로 쓰고 있다.
- 에콰도르:군일부에서 사용 중이다.

## 대중문화
- 영화 《히트》의 은행 강도 장면에서 톰 시즈모어는 갈릴 ARM을 사용한다.
- PC Game 스토커: 쉐도우 오브 체르노빌에서 아시널 모드를 통해서 추가시킬 수 있다.
- PC Game 카운터-스트라이크: 글로벌 오펜시브에서 나오는 소총 가운데 하나이다.
- PC Game 배틀그라운드에서 7.62×39mm 탄을 사용하는 돌격소총 ACE32로 나온다.

## 같이 보기
- TAR-21